# Dmitrij Jevgenyjevics Szicsov
Dmitrij Jevgenyjevics Szicsov (oroszul:  Дми́трий Евге́ньевич Сычёв; Omszk, 1983. október 26. –) orosz válogatott labdarúgó középcsatár. Képessége és gyorsasága miatt a nemzetközi sportsajtó az „orosz Michael Owen”-ként becézte és a legjobb fiatal orosz csatárnak tartották Vlagyimir Beszcsasztnih óta.

## Pályafutása

### Szpartak Moszkva és Marseille
Dmitrij a Szpartak Tambov csapatában kezdte pályafutását, majd 2002-ben, miután a francia FC Metz, és FC Nantes érdeklődését is visszautasította, Oroszország egyik legpatinásabb csapatához, a Szpartak Moszkvához igazolt. Első 12 mérkőzésén nyolc gólig jutott, hamar bizonyítva a fővárosiaknak. 2002 augusztusában a francia Olympique Marseille csapatához igazolt, ahol elsősorban középpályásként játszatták, így mindössze egy idényt töltött a kikötővárosban.

### Lokomotiv Moszkva
Szicsov 2004 januárjában visszatért hazája bajnokságába, és a Szpartak nagy riválisához, a Lokomotyiv Moszkvához írt alá négy évre. Ebben az évben mindjárt az év játékosának választották az orosz bajnokságban. Az ott töltött idő alatt a moszkvaiakkal egyszer nyert bajnoki címet, egyszer kupát, és egyszer szuperkupát. Ebben az időszakban ismét eredeti posztján, csatárként szerepelhetett. A 2009-es bajnokság végén ismét őt választották az év játékosának. A 2012-13-as szezonban Slaven Bilić kevés lehetőséget adott neki, mindössze négy tétmérkőzésen játszott, így többször is kölcsönadták.

### Dinamo Minszk és Volga
2013 márciusától júliusig kölcsönben a Dinama Minszk csapatánál játszott, majd ismét hazatért és a FC Volga Nyizsnyij Novgorodhoz igazolt. Az itt töltött egy év alatt 16 bajnokin kapott lehetőséget, ám egyszer sem sikerült a kapuba találnia.

### Okzsetpesz
2015. március 16-án bejelentették,hogy kölcsönbe a kazah Okzsetpeszhez igazolt.

### Válogatott
Szicsov részt vett a 2002-es világbajnokságon, ahol 18 évesen és 222 naposan a legfiatalabb vb-résztvevő lett az orosz és a szovjet válogatott történetében. A torna egyik felfedezettje volt, annak ellenére, hogy a szbornaja már a csoportkör után kiesett. Pályafutása során két Eb-n játszott, többek közt a 2008-as, az oroszok számára bronzéremmel végződőn is.

## Magánélet
Dmitrij nagy jégkorong és tenisz rajongó. Kedvenc csapata az Avangard Omszk, szülővárosának együttese. Gitározik, ezen kívül több nyelven (angol, francia) is beszél. 2007-ben diplomázott az orosz Állami Testnevelési Egyetemen.

## Statisztika

### Klub
Frissítve: 2015. november 9.
| Klub                | Szezon         | Bajnokság     | Bajnokság | Kupa          | Kupa  | Ligakupa      | Ligakupa | Nemzetközi kupa | Nemzetközi kupa | Egyéb         | Egyéb | Összesen      | Összesen |
| Klub                | Szezon         | Pályára lépés | Gólok     | Pályára lépés | Gólok | Pályára lépés | Gólok    | Pályára lépés   | Gólok           | Pályára lépés | Gólok | Pályára lépés | Gólok    |
| ------------------- | -------------- | ------------- | --------- | ------------- | ----- | ------------- | -------- | --------------- | --------------- | ------------- | ----- | ------------- | -------- |
| Spartak Tambov      | 2000           | 16            | 3         | —             | —     | —             | —        | —               | —               | —             | —     | 16            | 3        |
| Spartak Tambov      | 2001           | 26            | 6         | 1             | 1     | —             | —        | —               | —               | —             | —     | 27            | 7        |
| Spartak Tambov      | Összesen       | 42            | 9         | 1             | 1     | 0             | 0        | 0               | 0               | 0             | 0     | 43            | 10       |
| Spartak Moscow      | 2002           | 18            | 9         | 1             | 1     | —             | —        | —               | —               | —             | —     | 19            | 10       |
| Spartak Moscow      | Összesen       | 18            | 9         | 1             | 1     | 0             | 0        | 0               | 0               | 0             | 0     | 19            | 10       |
| Olympique Marseille | 2002–03        | 17            | 3         | 1             | 0     | 2             | 1        | —               | —               | —             | —     | 20            | 4        |
| Olympique Marseille | 2003–04        | 16            | 2         | 1             | 0     | 1             | 0        | 6               | 1               | —             | —     | 24            | 3        |
| Olympique Marseille | Összesen       | 33            | 5         | 2             | 0     | 3             | 1        | 6               | 1               | 0             | 0     | 44            | 7        |
| Lokomotiv Moscow    | 2004           | 27            | 15        | 5             | 2     | —             | —        | —               | —               | —             | —     | 32            | 17       |
| Lokomotiv Moscow    | 2005           | 21            | 6         | 1             | 0     | —             | —        | 2               | 2               | 1             | 0     | 25            | 8        |
| Lokomotiv Moscow    | 2006           | 24            | 7         | 2             | 1     | —             | —        | 2               | 0               | —             | —     | 28            | 7        |
| Lokomotiv Moscow    | 2007           | 29            | 11        | 5             | 4     | —             | —        | 5               | 1               | —             | —     | 39            | 16       |
| Lokomotiv Moscow    | 2008           | 26            | 7         | 1             | 0     | —             | —        | —               | —               | 1             | 0     | 28            | 7        |
| Lokomotiv Moscow    | 2009           | 27            | 13        | 1             | 0     | —             | —        | —               | —               | —             | —     | 28            | 13       |
| Lokomotiv Moscow    | 2010           | 27            | 8         | 1             | 0     | —             | —        | 2               | 1               | —             | —     | 30            | 9        |
| Lokomotiv Moscow    | 2011-12        | 40            | 6         | 3             | 0     | —             | —        | 10              | 6               | —             | —     | 53            | 12       |
| Lokomotiv Moscow    | 2012-13        | 3             | 0         | 1             | 2     | —             | —        | —               | —               | —             | —     | 4             | 2        |
| Lokomotiv Moscow    | Összesen       | 224           | 73        | 20            | 9     | 0             | 0        | 21              | 10              | 2             | 0     | 267           | 92       |
| Dinamo Minsk        | 2013           | 11            | 0         | 2             | 1     | —             | —        | 2               | 2               | —             | —     | 15            | 3        |
| Dinamo Minsk        | Összesen       | 11            | 0         | 2             | 1     | 0             | 0        | 2               | 2               | 0             | 0     | 15            | 3        |
| FC Volga            | 2013–14        | 16            | 0         | —             | —     | —             | —        | —               | —               | —             | —     | 16            | 0        |
| FC Volga            | Összesen       | 16            | 0         | 0             | 0     | 0             | 0        | 0               | 0               | 0             | 0     | 16            | 0        |
| Okzhetpes           | 2015           | 19            | 3         | 1             | 0     | —             | —        | —               | —               | —             | —     | 20            | 3        |
| Okzhetpes           | Összesen       | 19            | 3         | 1             | 0     | 0             | 0        | 0               | 0               | 0             | 0     | 20            | 3        |
| Karrier összes      | Karrier összes | 363           | 99        | 27            | 8     | 3             | 1        | 29              | 13              | 2             | 0     | 424           | 121      |

### Válogatott szereplése
| Oroszország | Oroszország   | Oroszország |
| Év          | Pályára lépés | Gólok       |
| ----------- | ------------- | ----------- |
| 2002        | 6             | 2           |
| 2003        | 7             | 1           |
| 2004        | 8             | 7           |
| 2005        | 4             | 0           |
| 2006        | 3             | 1           |
| 2007        | 9             | 3           |
| 2008        | 8             | 1           |
| 2009        | 1             | 0           |
| 2010        | 1             | 0           |
| Összesen    | 47            | 15          |

## Sikerei, díjai
Lokomotyiv Moszkva
- orosz bajnok: 2004
- orosz kupagyőztes: 2006-07
- orosz szuperkupa-győztes: 2005

Oroszország
- labdarúgó-Európa-bajnokság: bronzérmes (2008)

Egyéni
- Az év labdarúgója Oroszországban (Sport-Expressz): 2004
- Az év labdarúgója Oroszországban (Futbol): 2004